# Киброн (бухта)
Кибро́н — бухта Бискайского залива, на западном побережье Франции, в департаменте Морбиан (супрефектура Лориан).

## Характеристика

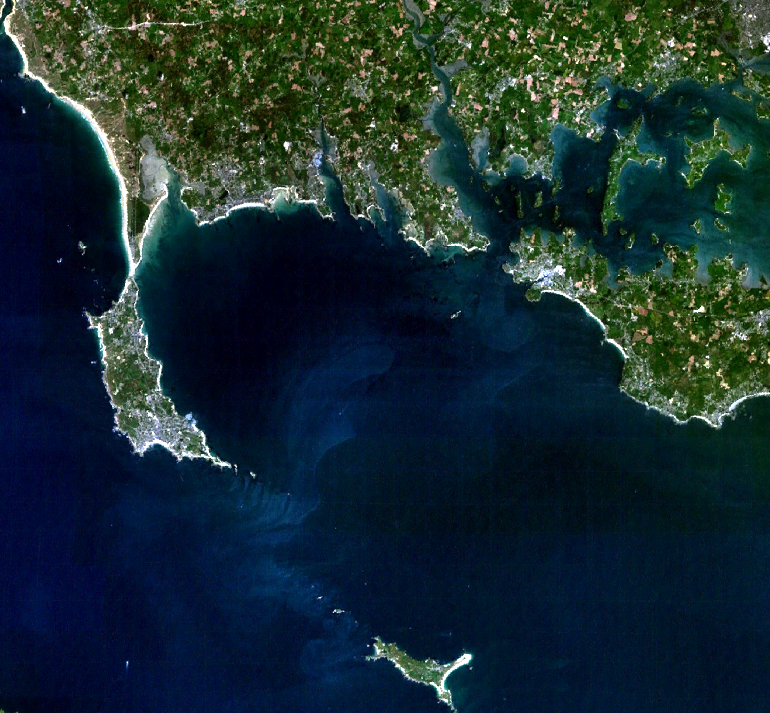
Бухта Киброн. Снимок из космоса

Ограничена с севера и северо-востока материковым побережьем и горлом залива Морбиан, с запада полуостровом Киброн, с юга островом Бель-Иль и островами Уа и Эди́к. Подходы с юго-востока открыты.
Берега в основном высокие, скалистые и обрывистые. Площадь акватории около 3 кв. миль, глубины от 0,3 до 21 м. Большое количество рифов и мелей, часть из них осыхает в отлив. Прилив полусуточный, неправильный, высота от 0,7 до 5,3 м. Приливные течения скоростью до 2 уз. Характерен частыми штормами от W-NW. Дневной и ночной бриз выражены между п-овом Киброн и северной оконечностью острова Бель-Иль.
Включает гавани: Порт-Мари, Пале (Бель-Иль), Созон (Бель-Иль), Вье-Шато, Сен-Жильда (Уа), л’Арголь (Эдик), Тенуз, Порт-Алиген, Тринитэ-сюр-мер, Морбиан, Орэ. Глубины 1 — 3,2 м. Гавани, как правило, осыхают. Пригодны только для маломерных судов.
Около десятка якорных стоянок. Глубина и укрытость варьируется. Внутренние стоянки (залив Морбиан, Тринитэ-сюр-мер) дают хорошее укрытие от всех ветров, внешние (острова, Порт-Алиген) — только от преобладающих W ветров.

## История
С древности бухта была местом сражений. Первое письменное упоминание — бой в 56 до н. э. во время Галльской войны, между римлянами (Децим Юний Брут Альбин) и местным племенем венетов.
Наиболее знаменита сражением Семилетней войны в 1759 году между французами и англичанами.
Была местом множества мелких стычек и рейдов во времена войн как революционных (например, Киберонская экспедиция в поддержку Вандейского восстания), так и наполеоновских.

## Экономика
Судоходство, из-за сложных навигационных условий (в частности, в 1922 году в заливе погиб линкор Франс), ограничено рыболовным и малым каботажным. Со времени открытия стерилизации в XIX веке бухта стала одним из крупнейших центров производства сардин.
После 1945 года получил развитие парусный спорт.